# Wieża Galaty
Wieża Galaty (tur. Galata Kulesi) – średniowieczna budowla w Stambule, położona na północ od Złotego Rogu, w historycznej dzielnicy Galata (daw. Pera).
Znana dawniej również jako Christea Turris (Wieża Chrystusa) lub Megalos Pyrgos (Wielka Wieża), została wzniesiona w 1384 jako część fortyfikacji ówczesnej kolonii genueńskiej w Konstantynopolu i stanowiła jej najwyższy punkt o wysokości 63 metrów. W czasach Imperium Osmańskiego stacjonował tam oddział janczarów, w XVI wieku znajdowało się w niej  również więzienie. Wiadomo, że w 1631 roku wynalazca Hezârfen Ahmed Çelebi miał odbyć z tej wieży krótki lot na skonstruowanych przez siebie skrzydłach. Po pożarze w 1794 budowlę odnowiono. Do 1964 pełniła funkcję strażackiego punktu obserwacyjnego, następnie zamknięto ją, odrestaurowano i w 1967 roku została udostępniona zwiedzającym. Obecnie mieści się tam klub, restauracja, sklep z pamiątkami oraz punkt widokowy.
W czasach bizantyjskich istniała w Konstantynopolu inna wieża o tej samej nazwie (Megalos Pyrgos), która została zburzona przez krzyżowców w 1204 roku.

## Galeria

Wygląd budowli na przestrzeni wieków
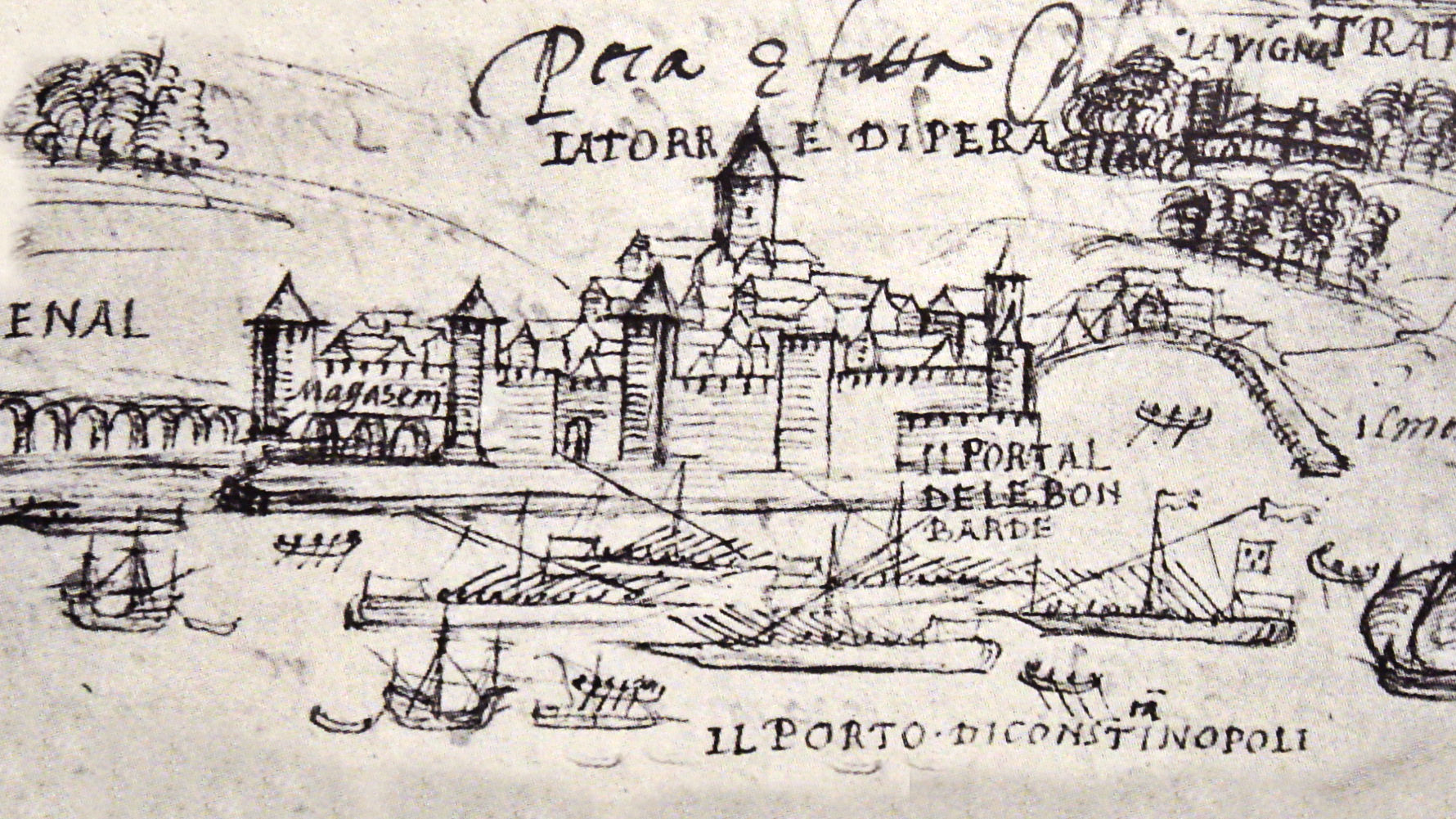
Na tle zabudowy Pery (1544)
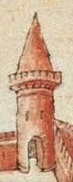
1420
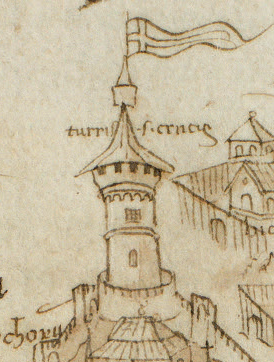
Kon. XV w.
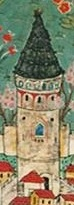
1537
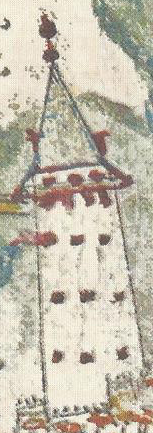
1629
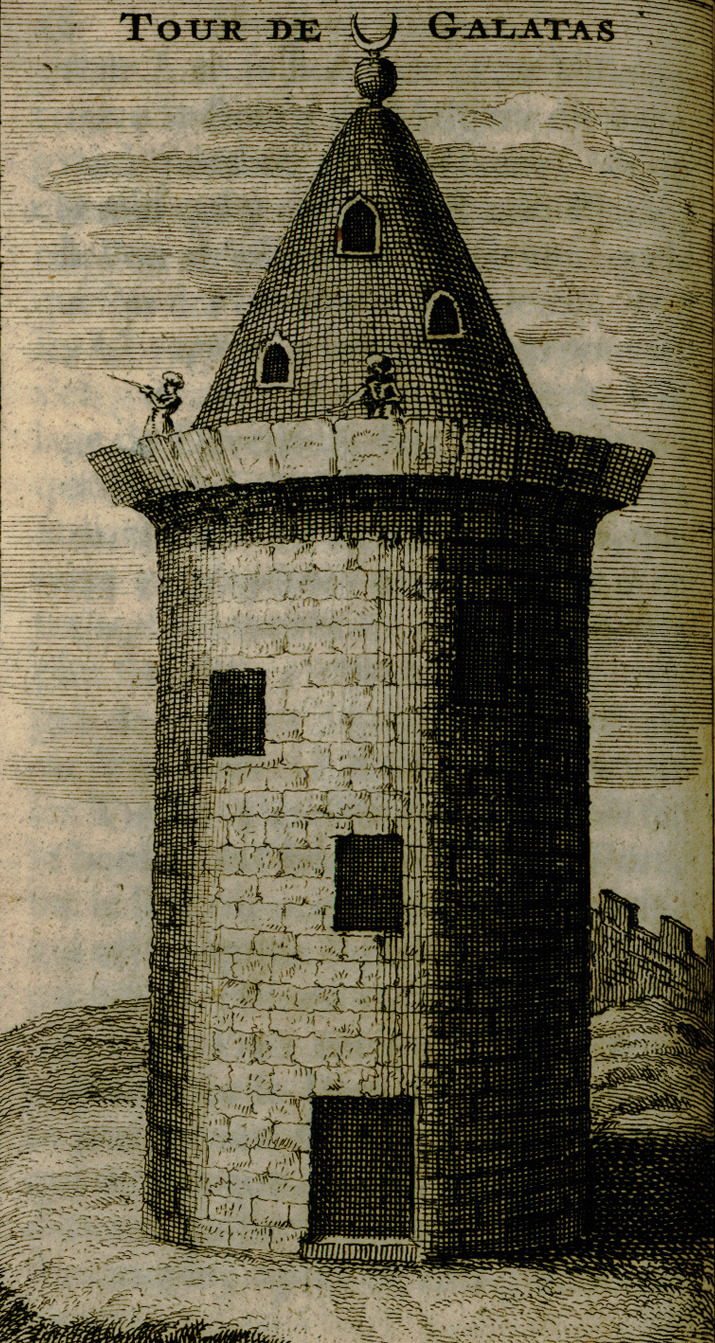
1720
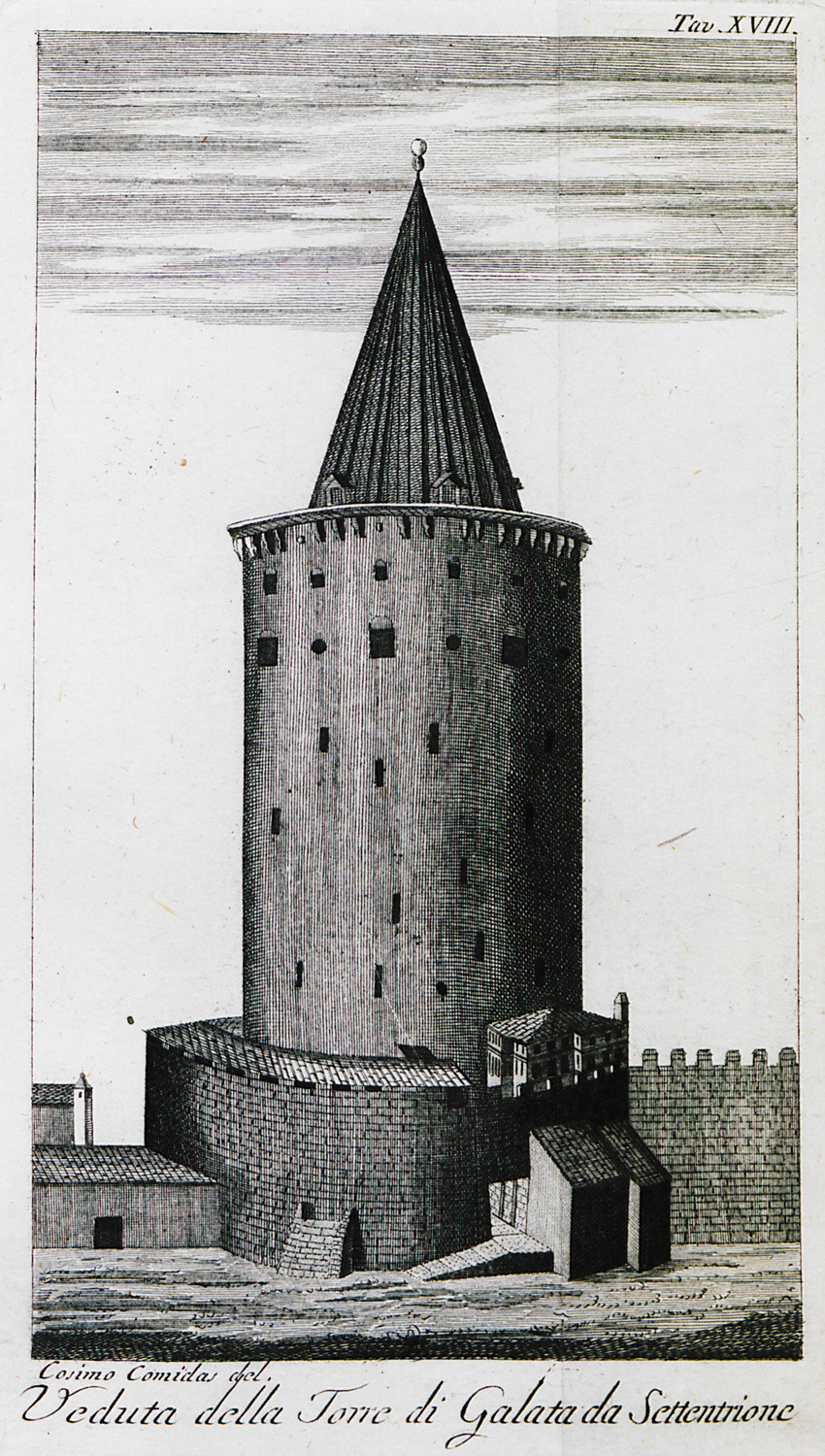
1794
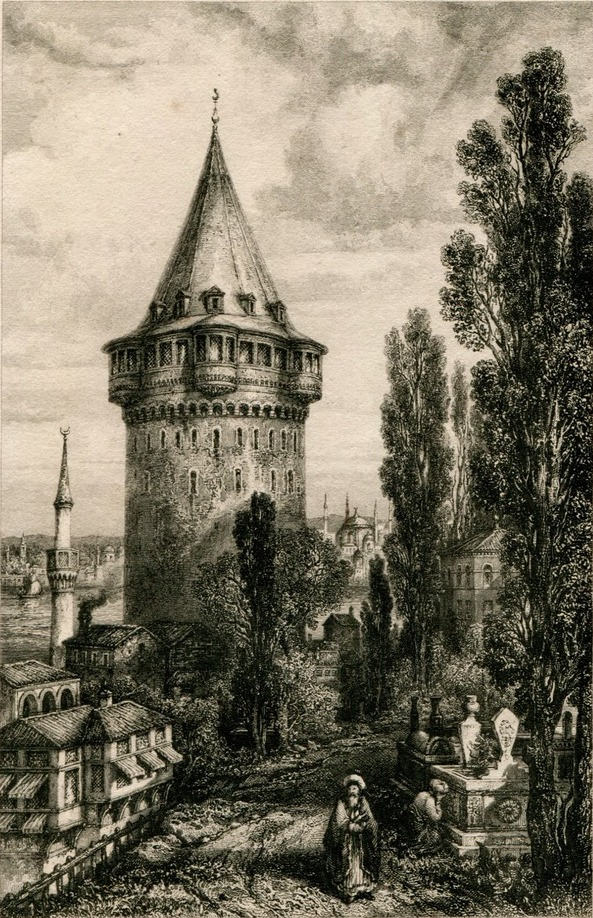
1840
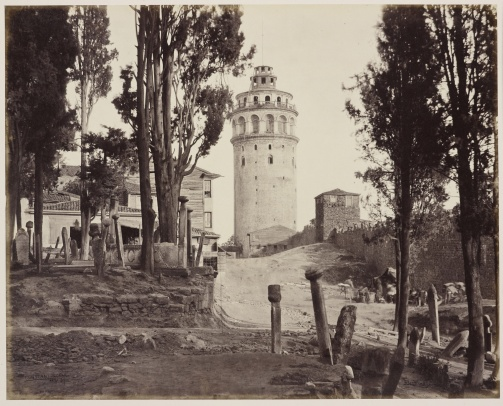
1862
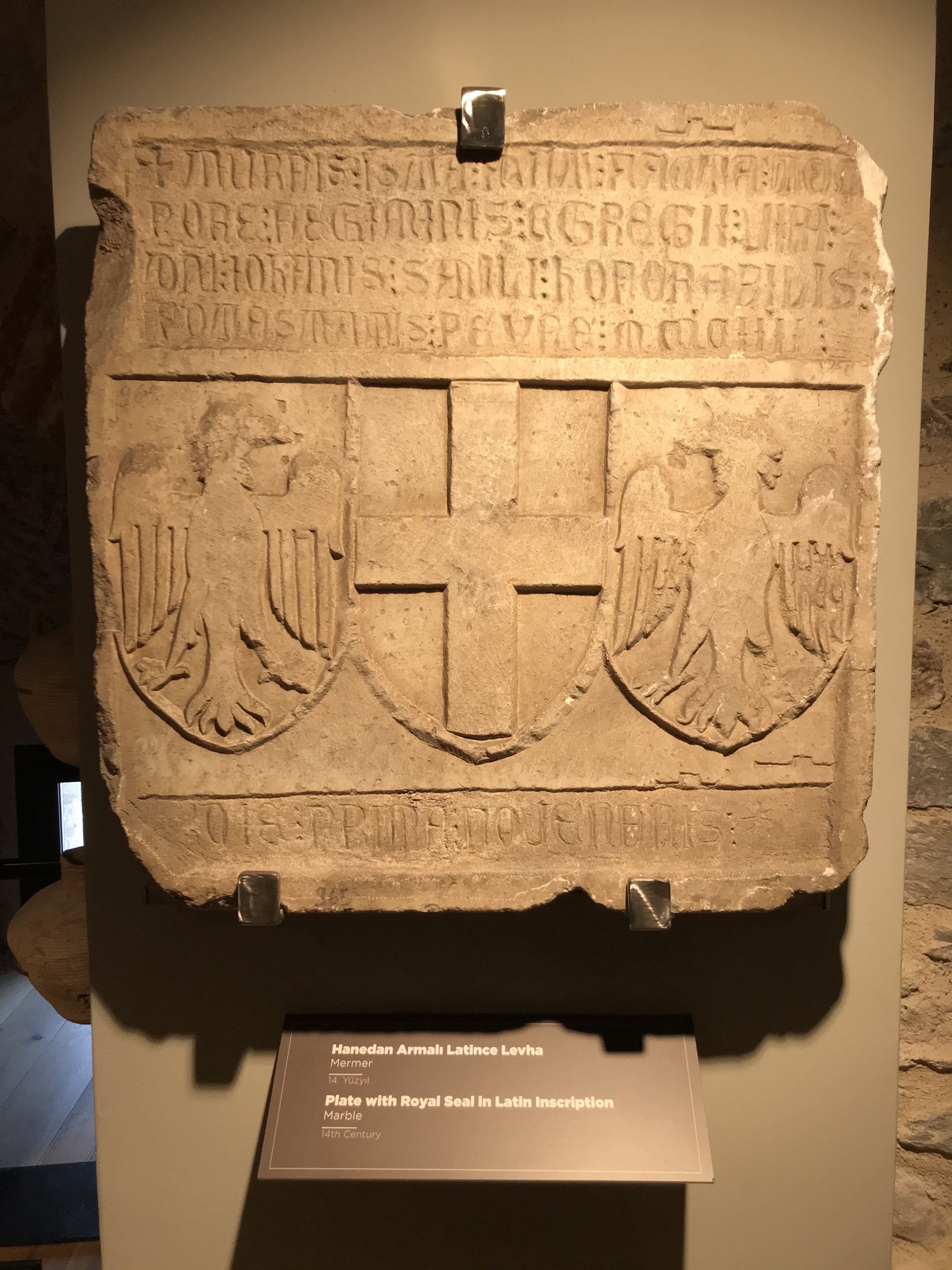
Genueńska tablica z murów wieży